# 大和郡山郵便局
大和郡山郵便局（やまとこおりやまゆうびんきょく）は奈良県大和郡山市にある郵便局。民営化前の分類では集配普通郵便局であった。

## 概要
住所：〒639-1199 奈良県大和郡山市杉町250-3

## 沿革
- 1872年2月3日（明治4年12月25日） - 郡山郵便取扱所として開設[1]。
- 1873年（明治6年） - 郡山郵便役所となる。
- 1875年（明治8年）1月1日 - 郡山郵便局（三等）となる。
- 1876年（明治9年） - 為替取扱を開始。
- 1878年（明治11年） - 貯金取扱を開始。
- 1891年（明治24年）11月1日 - 郡山郵便電信局となる。
- 1903年（明治36年）4月1日 - 通信官署官制の施行に伴い郡山郵便局となる。
- 1942年（昭和17年）10月21日 - 特定郵便局から普通郵便局に局種別改定[2]、大和郡山郵便局に改称[3]。
- 1959年（昭和34年）9月11日 - 電話通話および和文電報受付事務の取扱を開始[4]。
- 1959年（昭和34年）12月7日 - 大和郡山市南郡山町から、同市堺町に局舎を新築、移転。
- 1963年（昭和38年）11月15日 - 小泉郵便局[5]および安堵郵便局から集配業務を移管。
- 1979年（昭和54年）8月16日 - 西田中簡易郵便局の廃止に伴い、取扱業務を承継。
- 1980年（昭和55年）4月14日 - 大和郡山市堺町から、同市杉町に局舎を新築、移転。
- 1998年（平成10年）9月1日 - 外国通貨の両替および旅行小切手の売買に関する業務取扱を開始。
- 2007年（平成19年）10月1日 - 民営化に伴い、併設された郵便事業大和郡山支店に一部業務を移管。
- 2012年（平成24年）10月1日 - 日本郵便株式会社発足に伴い、郵便事業大和郡山支店を大和郡山郵便局に統合。
- 2022年（令和4年）4月1日-かんぽサービス部を設置。

## 取扱内容
- 郵便、印紙、ゆうパック、内容証明
- 貯金、為替、振替、振込、国際送金、国債、投資信託
- 生命保険、バイク自賠責保険、変額年金保険
- ゆうちょ銀行ATM（ホリデーサービス実施）
- 大和郡山市内および生駒郡安堵町内（「639-10xx」「639-11xx」区域）の集配業務
- ゆうゆう窓口

## 風景印
- 図案は大和郡山城址、桜、金魚、赤膚焼。局名表記は「大和郡山」
- 使用開始日は1952年（昭和27年）5月10日

## 周辺
- 郡山警察署
- 佐保川

## アクセス
- JR関西本線（大和路線） 郡山駅から徒歩約23分、近鉄橿原線 近鉄郡山駅から徒歩約24分
- 奈良交通バス 本庄町停留所下車
- 西名阪自動車道 郡山ICから北西へ約3km
- 駐車場あり：23台